# 雲林溪
雲林溪，是位於台灣中部雲林縣的一條河流，為北港溪水系二級支流，河長17.52公里，流域面積17.56平方公里，發源於古坑鄉荷包山（荷苞山）。
溪名為「雲林溪」的本流發源於古坑鄉溪邊厝聚落附近，向西北流入斗六市。該溪貫穿斗六市區，其中約850公尺河道曾於1991年加蓋並設立停車場。2017年12月啟動掀蓋再造工程，之後大學路上游段至斗六資源回收中心上中下游段的污水截流、礫間淨化工程及上中下游段整體景觀工程改善，總計約新台幣10.8億多元（中央補助82%，其他縣府負擔），至2024年2月完工。
雲林溪水系最遠源流為發源於古坑鄉荷包山東南側的小坑仔溪，向西北流經國道3號古坑系統交流道下後不遠處起成為古坑鄉與斗六市界河，經溝壩聚落後流入斗六市境內。該溪與右岸來自大崙的大崙子排水滙流後，稱為芭蕉溪。該溪納右側來自大潭的大潭排水後，再流經埤口、縱貫線鐵路橋下、後庄仔等聚落，於大北勢聚落北側與雲林溪本流滙合，隨後向西轉西南蜿蜒流入斗南鎮。該溪再流經田頭後，納左側支流豬母溝排水，最終於小東北側注入虎尾溪。

## 主要支流
以下由河口至源頭列出水系主要河川，其中粗體字為主流河道：
- 雲林溪：雲林縣斗南鎮、斗六市、古坑鄉
  - 豬母溝排水：雲林縣斗南鎮、斗六市、古坑鄉
  - 芭蕉溪：雲林縣斗六市、古坑鄉
    - 大潭排水：雲林縣斗六市
    - 大崙仔排水：雲林縣斗六市
    - 高林排水：雲林縣斗六市
    - 小坑仔溪：雲林縣斗六市、古坑鄉

  - 林仔頭溝：雲林縣斗六市